# 獅子山女王
英國女王伊丽莎白二世於1961年至1971年擔任獅子山女王，當時獅子山是獨立的君主立憲制國家。伊莉莎白二世也是包括英国在内的其它大英國協王國君主，她對獅子山的憲法職責委託予獅子山總督。

## 歷史
獅子山根據1961年《獅子山獨立法令》成為一個獨立國家，該法令將獅子山從英國的直轄殖民地轉變為大英國協王國。英國女王伊莉莎白二世成為獅子山國家元首和女王，並由獅子山總督代表其行使職權。
肯特公爵愛德華王子代表女王出席獅子山的獨立慶典。歐國偉爵士夫人雅麗珊郡主代表女王出席獅子山獨立日時在倫敦舉行的儀式。 4月26日，肯特公爵愛德華王子在獅子山首都弗里敦為獅子山的新議會大廈揭幕。獅子山於4月26日至27日間的午夜獲得獨立，當天稍晚，肯特公爵愛德華王子參加了獅子山議會開幕式，隨後，獅子山總督莫里斯·多爾曼爵士（Sir Maurice Dorman）在首席大法官貝奧庫·貝茨（Beoku Betts）的主持下，作為伊莉莎白女王的代表宣誓就任獅子山總督。
自1961年《獅子山獨立法令》生效以來，任何的英國政府官員皆不能就與獅子山有關的任何事務向伊莉莎白二世提出建議，這意味著關於獅子山的所有事務上，伊莉莎白二世只能聽從獅子山王室部長所提供的建議。所有關於獅子山的法案都需要英國王室同意。獅子山女王在該國的代表是獅子山總督，總督是由女王根據總理的建議所任命的。
獅子山女王和獅子山眾議院組成了獅子山議會，獅子山的所有行政權力均屬於獅子山君主。獅子山的所有法律都是在獅子山總督代表獅子山女王在獲得英國王室同意的情況下頒布的。 總督還負責召集議會、休會和解散議會。總督有權選擇和任命獅子山的部長，並可視情況解散獅子山的部長會議。所有獅子山的王室部長均按總督的意願任職。